# Kößing

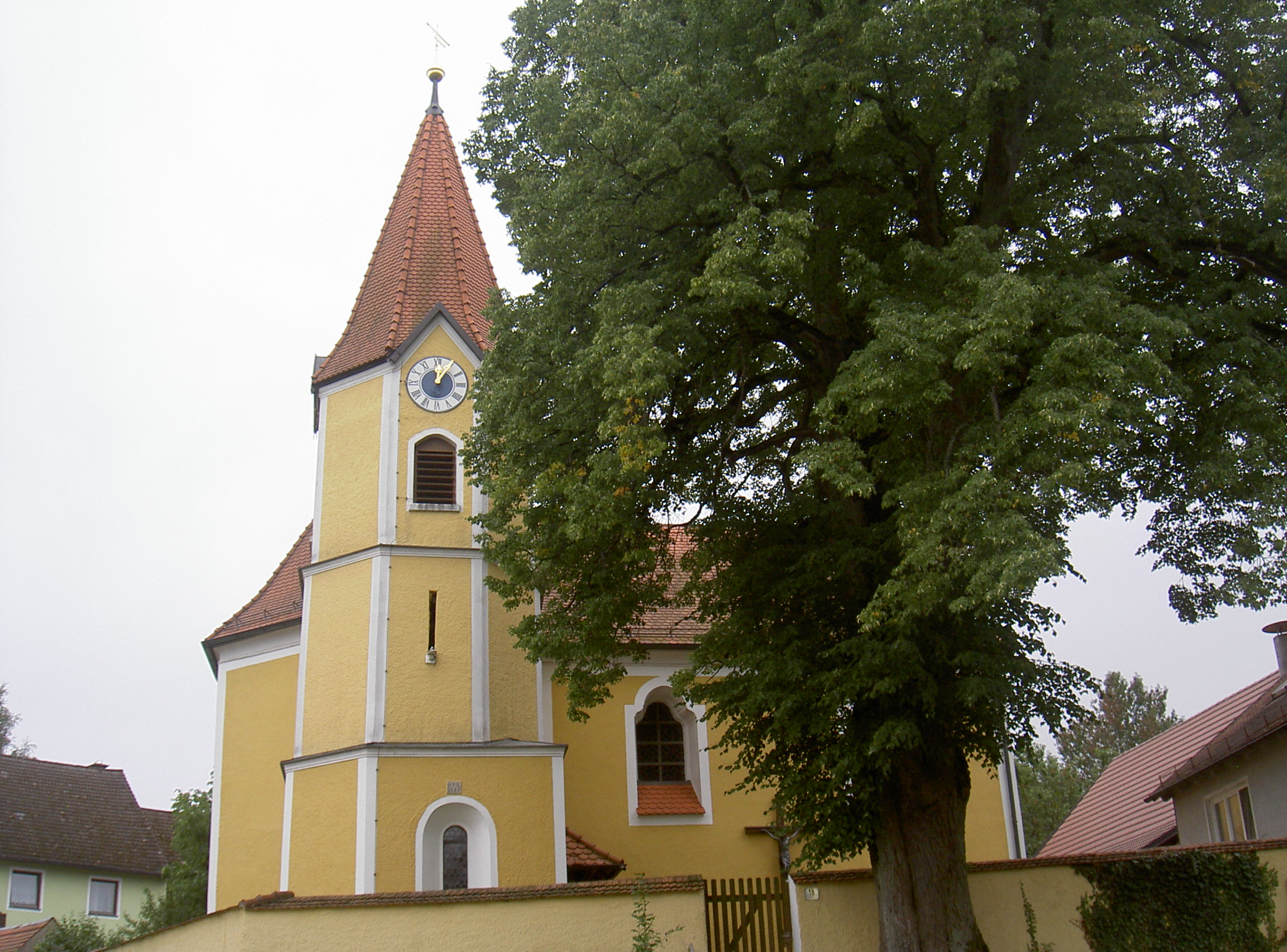
St. Peter und Paul

Kößing ist ein Kirchdorf in der nördlichen Oberpfalz und Ortsteil der Stadt Vohenstrauß. In dem Dorf leben etwa 75 Einwohner.

## Geographische Lage
Das Dorf befindet sich auf einer Hochfläche, etwa 4,3 km südlich von Vohenstrauß. Westlich verläuft das tief eingeschnittene Goldbachtal von Nord nach Süd. Ungefähr 700 m südwestlich von Kößing bei der Goldbachschleife mündet der Goldbach in die Pfreimd. Südlich von Kößing liegt das Flusstal der Pfreimd, deren Nordufer die Kößinger Ranken bilden.

## Name
„Kößing“ ist ein unechter -ing-Name, d. h., er weist nicht auf die deutsche Besiedelung hin. Der Name kommt vom slawischen Kozina (‚Ziegenbach‘, koza Ziege); wahrscheinlich war dies der Name des kleinen Baches, der am Südrand von Kößing entspringt. Insofern weist der Name Kößing auf eine ursprünglich slawische Besiedelung entlang der Pfreimd hin.
Es gibt auch einen urkundlichen Beleg für die slawische Besiedelung aus dem Jahr 905. In diesem wurde bestätigt, dass König Ludwig das Kind eine Hufe an der Luhe an einen Immo verschenkte. Der Vorbesitzer dieses Stückes Land war ein Slawe namens Gruonkin.

## Geschichte
Kößing (auch Közzinge, Kössing) wurde erstmals 1353 erwähnt. Es wurde im 11. und 12. Jahrhundert als Rodungssiedlung angelegt.
Im Salbuch von 1562 und in der Amtsbeschreibung von 1596 wurde Kößing mit 14 Anwesen verzeichnet.
Nach dem Privileg von 1608, welches 1610 und 1615 bestätigt wurde, gehörte Kößing zum Marktbann Moosbach und zum Niedergerichtsbezirk Treswitz.
1782 gehörte der Ort zur Pfarrei Böhmischbruck, 1805 zum 4. Viertel des Pflegamts Pleystein.
Anfang des 19. Jahrhunderts hatte Kößing 17 Anwesen, ein Hirtenhaus, eine Schmiede und eine Kapelle St. Peter und Paul. Es gehörte zur Gemeinde und zur Pfarrei Böhmischbruck sowie zum 1808 gebildeten Steuerdistrikt Altentreswitz. Zu diesem gehörten neben Altentreswitz selbst Böhmischbruck, Kößing, Grünhammer und Wastlmühle.
Von 1808 bis 1830 bildete Kößing zusammen mit Linglmühle die selbständige Ruralgemeinde Kößing. 1830 wurde diese in die Gemeinde Böhmischbruck eingegliedert, 1972 kam Böhmischbruck wiederum im Zuge der Gemeindegebietsreform zu Vohenstrauß.

## Einwohnerentwicklung
| Jahr | Einwohner | Gebäude |
| ---- | --------- | ------- |
| 1838 | 96        | 17      |
| 1871 | 111       | 66      |
| 1885 | 117       | 16      |
| 1900 | 113       | 16      |
| 1913 | 123       | 18      |
| 1925 | 95        | 17      |

| Jahr | Einwohner | Gebäude |
| ---- | --------- | ------- |
| 1950 | 105       | 17      |
| 1961 | 95        | 20      |
| 1970 | 80        | k. A.   |
| 1987 | 70        | 17      |
| 2011 | 75        | k. A.   |